# مبادرة محورية

المبادرة المحورية لكوكب الارض. دوران الارض (السهم الأبيض) حول محورها (الأحمر). والمحور نفسه يدور بشكل بطيئ (الدائرة البيضاء) لتكمل الدورة كل 26000 سنة

مبادرة محورية (بالإنكليزية: Axial precession) هو مصطلح في علم الفلك يشير إلى التغير البطيء والمستمر في توجه محور الدوران لأحد الأجرام الفلكية بفعل الجاذبية. ويمكن أن يشير هذا المصطلح تحديدًا إلى الانحراف التدريجي في توجه محور كوكب الأرض في دورة تستغرق 25772 عامًا تقريبًا. تعتبر هذه الظاهرة مشابهةً للمبادرة التي تحدث مع لعبة البلبل الدوار، مع محور دوران يمر بزوج من المخاريط عند زاويتيهما الرأسيتين. يشير مصطلح «المبادرة» عادةً إلى هذا الجزء الأكبر من الحركة؛ إذ أن التغيرات الأخرى في ميل محور الأرض، مثل الترنح أو حركة القطب، أصغر بكثير من ناحية القيمة.
أُطلق على مبادرة كوكب الأرض تاريخيًا اسم مبادرة الاعتدالين؛ بسبب تحرك الاعتدالين غربًا على طول دائرة الكسوف بالنسبة للنجوم الثابتة، بشكل معاكس للحركة السنوية للشمس على طول مسارها. وتاريخيًا، يُنسب اكتشاف ظاهرة مبادرة الاعتدالين في الغرب إلى عالم الفلك أبرخش في القرن الثاني قبل الميلاد. أدرك العلماء، خلال النصف الأول من القرن التاسع عشر بفضل تطور القدرة على حساب القوى الثقالية بين الكواكب، أن دائرة الكسوف نفسه يتحرك على نحو ضئيل، وسُميت هذه الظاهرة بالمبادرة الكوكبية قديمًا في عام 1863، بينما سُمي المكون السائد في هذه الظاهرة باسم المبادرة القمرية الشمسية. وسُمي المصطلحان معًا باسم المبادرة العامة، بدلًا من اسم مبادرة الاعتدالين.
تحدث المبادرة القمرية الشمسية بسبب القوى الثقالية للقمر والشمس على الانتفاخ الاستوائي للأرض، ما يجعل محور الأرض يتحرك بالنسبة للإطار المرجعي القصوري. تحدث المبادرة الكوكبية بسبب الزاوية الصغيرة بين القوة الثقالية للكواكب الأخرى على الأرض والمستوى المداري لها (دائرة الكسوف)، ما يسبب انحرافًا في مستوى دائرة الكسوف بصورة ضئيلة بالنسبة للإطار المرجعي القصوري. وتعتبر المبادرة القمرية الشمسية أكبر من المبادرة الكوكبية بنحو 500 مرة. وبالإضافة إلى القمر والشمس، تسبب الكواكب الأخرى أيضًا حركةً صغيرةً في محور الأرض في الإطار المرجعي القصوري، ولتمييز الالتباس بين مصطلحي المبادرة القمرية الشمسية مقابل المبادرة الكوكبية، أوصى الاتحاد الفلكي الدولي في عام 2006 بإعادة تسمية المكون السائد من هذه الظاهرة باسم مبادرة الاستواء، وبإعادة تسمية المكون الصغير منها باسم مبادرة دائرة الكسوف، ولكن سيظل المكونان معًا محتفظين باسم المبادرة العامة. يُشار إلى المصطلحات القديمة كثيرًا في المنشورات العلمية التي يسبق تاريخها هذا التغيير.

## التسمية
يعتبر كلا المصطلحين «المبادرة (بالإنلكيزية: Precession)» و«المسير (بالإنكليزية: Procession)» مصطلحات متعلقةً بالحركة. اشتُق مصطلح «المبادرة» من الكلمة اللاتينية (praecedere) التي تشير إلى الاستباقية والإتيان في السابق أو مبكرًا، بينما اشتُق مصطلح «المسير» من الكلمة اللاتينية (procedere) التي تشير إلى السير إلى الأمام والتقدم. استُخدم مصطلح «المسير» عامةً لوصف مجموعة من الأجرام التي تتحرك إلى الأمام. وتُرى النجوم من سماء الأرض وهي تتقدم من الشرق إلى الغرب يوميًا، بسبب الحركة النهارية للأرض، وسنويًا بسبب دوران الأرض حول الشمس. وفي الوقت نفسه، يمكن أن تُرصد النجوم وهي تقوم بتلك الحركة أيضًا بشكل ضئيل، بمعدل 50 ثانيةً قوسيةً في السنة، وهي ظاهرة معروفة باسم «مبادرة الاعتدالين».
اختصر علماء الفلك هذا المصطلح إلى «المبادرة» لوصف هذه الحركة. واستخدم الفيزيائيون أيضًا مصطلح «المبادرة» في وصف سبب هذه الحركة، ما أدى إلى بعض الالتباس بين ظاهرة مرصودة وسببها، وهي قضية هامة في علم الفلك بسبب وجود مبادرات حقيقية، ومبادرات أخرى ظاهرية فقط. وزاد الالتباس في هذه القضية أكثر من ذلك بسبب حقيقة أن العديد من علماء الفلك فيزيائيون وعلماء فيزياء فلكية.
يُستخدم مصطلح «المبادرة» في علم الفلك، بشكل عام، لوصف مبادرة الاعتدال المرصودة (النجوم التي تتحرك حركةً رجعيةً بالسماء)، بينما يُستخدم مصطلح «المبادرة» في علم الفيزياء لوصف عملية ميكانيكية في العموم.

## تاريخ

### العالم الهلنستي

#### أبرخش
يُنسب اكتشاف ظاهرة المبادرة إلى أبرخش الرودسي أو النيقي (190 حتى 120 قبل الميلاد)، وهو عالم فلك إغريقي. وطبقًا لكتاب بطليموس المجسطي، قاس أبرخش خط طول نجم السماك الأعزل بالإضافة بقية النجوم الساطعة. وبمقارنة قياساته ببيانات العلماء الذين سبقوه، مثل تيموخاريس (320 حتى 260 قبل الميلاد)، وأريستليوس (280 قبل الميلاد تقريبًا)، استنتج أبرخش أن نجم السماك الأعزل قد تحرك درجتين بالنسبة للاعتدال الخريفي. قارن أبرخش أيضًا بين أطوال السنة المدارية (وهو الوقت الذي تستغرقه الشمس لتعود إلى الاعتدال)، والسنة الفلكية (وهو الوقت الذي تستغرقه الشمس لتعود إلى أحد النجوم الثابتة)، ووجد تعارضًا طفيفًا. استنتج أبرخش أن الاعتدالان كانا يتحركان «يتبادران» عبر دائرة البروج، ولم يكن معدل هذه المبادرة أقل من درجة واحدة في القرن، وبعبارة أخرى، تستغرق الدورة الكاملة وقتًا لا يزيد عن 36000 سنة.
فعليًا، ضاعت جميع كتابات أبرخش، بما يتضمن أعماله الخاصة بظاهرة المبادرة. ذُكرت هذه الأعمال بواسطة بطليموس، الذي يشرح المبادرة على أنها دوران القبة السماوية حول الأرض الثابتة. ومن المنطقي أن نفترض أن أبرخش، مثل بطليموس، فكر في ظاهرة المبادرة بالنسبة لفرضية مركزية الأرض التي تفترض حركة السماء وما فيها بدلًا من حركة الأرض.

#### بطليموس
كان بطليموس أول عالم فلك معروف استمر في العمل على ما توصل إليه أبرخش بخصوص ظاهرة المبادرة في القرن الثاني الميلادي. قاس بطليموس خطوط الطول لنجم المليك، ونجم السماك الأعزل، بالإضافة إلى النجوم الساطعة الأخرى مع اختلاف عن طريقة أبرخش القمرية التي لم تستلزم حدوث الكسوف. قاس بطليموس، قبل غروب الشمس، القوس الطولي الفاصل بين الشمس والقمر، ثم قاس القوس من القمر إلى النجم بعد غروب الشمس. استخدم بطليموس نموذج أبرخش لحساب خط طول الشمس، وقام ببعض التصحيحات لحركة القمر وتزيُّحه. قارن بطليموس بين مرصوداته الخاصة والمرصودات التي رصدها أبرخش، ومنيلاوس الإسكندري، وتيموخاريس، وغريباس. وجد بطليموس أن النجوم تحركت درجتين وأربعين دقيقةً في الفترة بين عصره وعصر أبرخش (نحو 265)، أي أنها تتحرك بمعدل درجة واحدة كل مئة سنة، أو ما يعادل 36 ثانيةً في السنة الواحدة؛ ويعتبر المعدل المقبول، في يومنا هذا، 50 ثانيةً في السنة أو درجة واحدة كل 72 عامًا. ومع ذلك، من الممكن أيضًا أن يكون بطليموس وثق في أرقام أبرخش ببساطة دون القيام بقياساته الخاصة. أكد بطليموس أيضًا أن المبادرة أثرت على جميع النجوم الثابتة، ولم تؤثر فقط على النجوم القريبة من مسار الشمس، ورأى بطليموس أن الدورة تستغرق 36000 عام كما كان يرى أبرخش.

## التاثيرات
هناك عدة تاثيرات فلكية لهذه الظاهرة. حيث يتحرك كل من القطب الشمالي والجنوبي السماوي (القطب الوهمي المرسوم خلال محور الدوران) بشكل دوائر. حيث تكمل دائرة واحدة كل 26000 سنة. فاليوم يتجه محور الأرض إلى نجم الشمال "polaris" ولكن قبل 5000 سنة كان اتجاه القطب الشمالي يتحدد بنجم ألفا Alpha في كوكبة التنين Dragon وليس بنجم القطب polaris. وبعد 13000 سنة سيتحدد هذا الاتجاه بالنسر الواقع Vega.
ثانيا، موقع كوكب الأرض في مداره حول الشمس خلال فترة الاعتدالين، انقلاب الشمس الصيفي أو في أي وقت اخر محدد بالنسبة إلى الفصول الاربعة، سيتغير بشكل بسيط. فلو افترضنا أنا حددنا موقع الأرض على المدار حول الشمس في وقت الانقلاب الصيفي حيث يكون الميل المحوري للكوكب يتجه بالضبط نحو الشمس.فبعد دوره كاملة سيتحقق انقلاب الشمس الصيفي قبل الوصول للنقطة المحددة بقليل (أي ان الانقلاب سيحدث بوقت ابكر بقليل) وذلك بسبب تغير اتجاه محور الأرض نتيجة الظاهرة المبادرة المحورية.